# Ed Bethune
Ed Bethune właściwie Edwin Ruthvin Bethune Jr. (ur. 19 grudnia 1935 w Pocahontas) – amerykański polityk, członek Partii Republikańskiej.

## Działalność polityczna
W okresie od 3 stycznia 1979 do 3 stycznia 1985 przez trzy kadencje był przedstawicielem 2. okręgu wyborczego w stanie Arkansas w Izbie Reprezentantów Stanów Zjednoczonych.